# Bazyli (Daniłow, biskup kotłaski)
Bazyli, imię świeckie Nikołaj Timofiejewicz Daniłow (ur. 23 września 1956 w Horodyszczu) – rosyjski biskup prawosławny.

## Życiorys
W latach 1974–1976 odbywał zasadniczą służbę wojskową. Następnie do 1978 pracował jako kierowca. W latach 1978–1984 studiował ekonomię na uniwersytecie w Homlu, po czym zgodnie z otrzymanym nakazem pracy wyjechał do Taszkentu, by pracować w swoim zawodzie w miejscowej fabryce „Santiechlit”. W 1987 rozpoczął naukę w seminarium duchownym w Moskwie, zaś rok później wstąpił jako posłusznik do Ławry Troicko-Siergijewskiej. Wieczyste śluby mnisze złożył 22 grudnia 1989, przyjmując imię Bazyli na cześć św. Bazylego Wielkiego. W 1990 ukończył naukę w seminarium, zaś w 1995 uzyskał w Moskiewskiej Akademii Duchownej dyplom kandydata nauk teologicznych. 14 sierpnia 1990 przyjął święcenia diakońskie z rąk biskupa homelskiego i żłobińskiego Arystarcha. Święceń kapłańskich udzielił mu 23 marca 1991 metropolita rostowski i nowoczerkaski Włodzimierz.
W Ławrze Troicko-Siergijewskiej pełnił obowiązki bibliotekarza, ekonoma, dziekana, opiekuna rezydencji patriarszej oraz pracownika wydawnictwa. W 2001 otrzymał godność ihumena. Cztery lata później na własną prośbę został przeniesiony do pracy duszpasterskiej w eparchii niżnonowogrodzkiej. Był proboszczem cerkwi Zaśnięcia Matki Bożej, cerkwi Ikony Matki Bożej „Znak” i Świętych Niewiast Niosących Wonności oraz cerkwi Świętych Piotra i Pawła w Niżnym Nowogrodzie.
4 września 2012 został nominowany na biskupa kotłaskiego. Jego chirotonia biskupia odbyła się 18 listopada 2012 w soborze Chrystusa Zbawiciela w Moskwie z udziałem konsekratorów: patriarchy moskiewskiego i całej Rusi Cyryla, metropolitów sarańskiego i mordowskiego Warsonofiusza, achalciskiego i kumurdojskiego Mikołaja (Gruziński Kościół Prawosławny), samtawiskiego i gorijskiego Andrzeja (Gruziński Kościół Prawosławny), archangielskiego i chołmogorskiego Daniela, niżnonowogrodzkiego i arzamaskiego Jerzego, senackiego i czchorckuskiego Szio (Gruziński Kościół Prawosławny), arcybiskupów witebskiego i orszańskiego Dymitra, wieriejskiego Eugeniusza, genewskiego i zachodnioeuropejskiego Michała (Rosyjski Kościół Prawosławny poza granicami Rosji), cagerskiego i lenteskiego Stefana (Gruziński Kościół Prawosławny), biskupów krasnogorskiego Irynarcha, gatczyńskiego Ambrożego, sołniecznogorskiego Sergiusza, smoleńskiego i wiaziemskiego Pantelejmona, narjan-marskiego i miezieńskiego Jakuba, gorodieckiego i wietłuskiego Augustyna, wyksewskiego i pawłowskiego Barnaby, almietjewskiego i bugulemskiego Metodego oraz kuźnieckiego i nikolskiego Serafina.